# Relaciones España-Timor Oriental
Las relaciones España-Timor Oriental son las relaciones internacionales entre España y Timor Oriental. Ambos países comparten su pertenencia al sistema de Cumbres Iberoamericanas.

## Relaciones diplomáticas

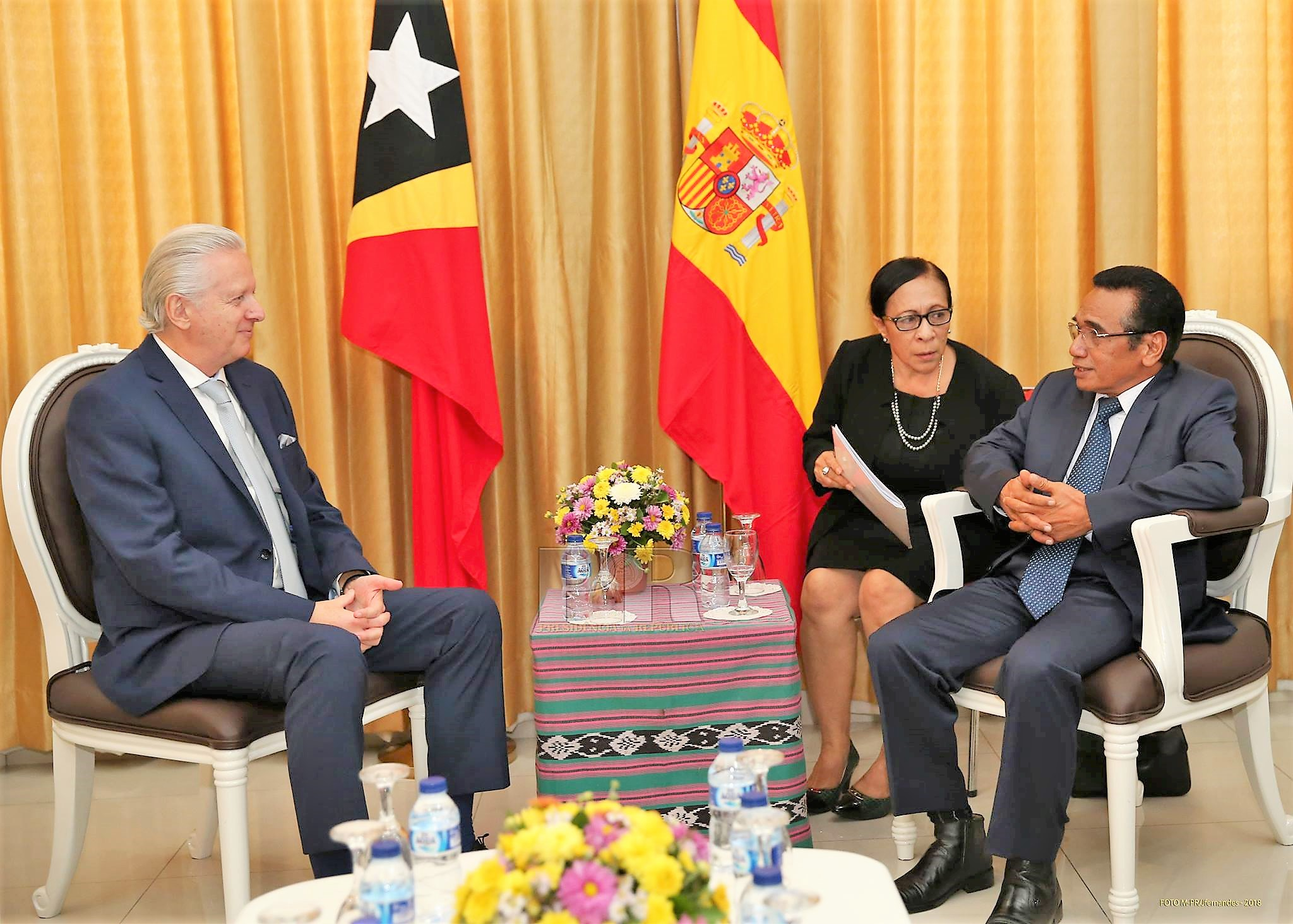
El exembajador español José María Matrés Manso con el presidente Francisco Guterres.

España estableció relaciones diplomáticas con Timor Oriental el 20 de mayo de 2002. La presidenta del Senado español, Esperanza Aguirre, asistió a la celebración de la independencia de Timor Oriental el 20 de mayo de 2002 encabezando la delegación española y de la UE, cuya presidencia de turno correspondía a España en esa fecha. La presidenta del Senado, que se reunió con el entonces primer ministro timorés, Mari Altakiri, y el ministro de Asuntos Exteriores, José Ramos-Horta, comunicó la solidaridad de España al pueblo timorés.
El entonces Ministro de Asuntos Exteriores timorés, José Ramos-Horta, viajó a Madrid el 5 de junio de 2002 para asistir a la reunión de Ministros de Asuntos Exteriores Unión Europea-ASEM. En Madrid, Ramos-Horta se entrevistó con el ministro de Asuntos Exteriores español, Josep Piqué, en lo que constituyó el primer contacto de alto nivel de la diplomacia española con el entonces nuevo país.

## Relaciones económicas
Actualmente, la empresa constructora española Grupo San José está trabajando en Timor Oriental. En marzo de 2013, el Ministerio de Infraestructuras de la República Democrática de Timor Oriental adjudicó a la constructora las obras de rehabilitación y mantenimiento de 28,7 kilómetros de la carretera Dili-Tibar-Liquiçá.

## Misiones diplomáticas residentes
- España no tiene embajada en Timor Oriental, pero su embajada en Yakarta está también acreditada para este país.[1]
- Timor Oriental no tiene embajada en España, pero su embajada en Lisboa está también acreditada para este país.[2]